# Bruxelles-Ingooigem 1957
La Bruxelles-Ingooigem 1957, decima edizione della corsa, si svolse il 12 giugno su un percorso di 230 km, con partenza da Bruxelles e arrivo a Ingooigem. Fu vinta dal belga Léon Van Daele della squadra Faema-Guerra davanti ai connazionali Jozef Schils e Willy Truye.

## Ordine d'arrivo (Top 10)
| Pos. | Corridore           | Squadra               | Tempo    |
| ---- | ------------------- | --------------------- | -------- |
| 1    | Léon Van Daele      | Faema-Guerra          | 6h14'00" |
| 2    | Jozef Schils        | Faema-Guerra          | s.t.     |
| 3    | Willy Truye         | Mercier-BP-Hutchinson | s.t.     |
| 4    | Maurice Mollin      | O.K.Bikes             | s.t.     |
| 5    | Andre Vlayen        | Cora-Elve             | s.t.     |
| 6    | Jan Van Gompel      | Libertas              | s.t.     |
| 7    | Noël Foré           | Groene Leeuw          | s.t.     |
| 8    | Alfons Vandenbrande | Libertas              | s.t.     |
| 9    | André Noyelle       | Bertin-The Dura       | s.t.     |
| 10   | Yvo Molenaers       | Plume Sport           | s.t.     |